# Céline Merlet
Céline Merlet, née le 15 août 1988 à Rennes (Ille-et-Vilaine, France), est une chercheuse du CNRS au Centre inter-universitaire de recherche et d’ingénierie des matériaux (CIRIMAT) à Toulouse en France.
Ses travaux portent sur la modélisation multi-échelle de systèmes de stockage d’énergie. Notamment, elle étudie la dynamique moléculaire des électrolytes à l’interface d’électrodes de carbone dans les supercondensateurs ainsi que des travaux de prédiction de spectre RMN grâce à des modélisations mesoscopiques.

## Études et parcours professionnel
Céline Merlet a commencé par obtenir un Bac S au lycée Sévigné de Cesson-Sévigné en 2005. Elle souhaitait d’abord s’orienter vers la biologie et a passé 2 ans en classe préparatoire au sein du lycée Chateaubriand à Rennes (filière BCPST / biologie – physique - sciences de la Terre). Elle a ensuite obtenu un diplôme d’ingénieur à l’ENSCP (École nationale supérieure de chimie de Paris) et un master chimie analytique, physique et théorique à l’université Pierre et Marie Curie (UPMC) en 2010.
En 2013, après 3 années de recherches au laboratoire PECSA (physicochimie des électrolytes, colloïdes et sciences analytiques) à l’UPMC à Paris, elle obtient un doctorat spécialisé en chimie-physique et chimie analytique et dont l’intitulé est : « Modélisation de l’adsorption des ions dans les carbones nanoporeux ». Tout juste diplômée, elle part réaliser un post-doctorat au département de chimie de l’université de Cambridge (groupe du Pr. Clare Grey, en collaboration avec Daan Frenkel) dans la même thématique.
Elle obtient un poste de chargée de recherche CNRS en 2017 et travaille depuis à Toulouse au CIRIMAT. Elle obtiendra l'habilitation à diriger des recherches (HDR) en octobre 2021.

## Recherches
Céline Merlet est spécialisée dans la modélisation multi-échelle de systèmes microscopiques. Ses recherches consistent, à l’aide de logiciels qu’elle développe, à modéliser des objets microscopiques et à simuler des phénomènes physicochimiques complexes qui sont difficiles à observer à cause de leur petite taille. Notamment, elle a contribué au développement des supercondensateurs en modélisant la dynamique moléculaire d’adsorption des ions à l’interface d’électrodes de carbone,,. Ces travaux ont permis de visualiser les ions entrant et sortant des pores de ces électrodes. Dr Merlet a démontré que la capacité des supercondensateurs pouvait ainsi être fortement augmentée en modifiant le design de ces électrodes microporeuses et notamment la géométrie de leurs pores (d’une taille de l’ordre du nanomètre). Ces résultats pourraient, à terme, aider à développer des supercondensateurs pouvant stocker plus de charges électriques, ce qui permettrait de les utiliser dans de plus nombreuses applications du quotidien (en complément ou remplacement de certaines batteries).
En février 2023, elle a déjà rédigé trente-huit publications dans des revues scientifiques à comité de lecture international (notamment dans Nature Materials), deux chapitres de livres, et 61 communications orales dont vingt-trois conférences orales internationales (Slovénie, Suède, Allemagne, Royaume-Uni, USA…). Elle a également développé plusieurs logiciels gratuits utilisables en open source dont deux qui permettent de modéliser la diffusion des ions dans des particules de carbone ou de matériaux de batterie.

## Distinctions
Elle a été distinguée par plusieurs prix pour ses travaux de recherche 
- Prix du magazine « La Recherche » en 2013,
- Prix de thèse en 2014 de la division « chimie physique » de la Société chimique de France et de la Société française de physique,
- Prix Louis Armand – thématique chimie – (récompense les jeunes chercheurs de moins de 30 ans) décerné par l’Académie des sciences en 2018[14],
- Ada Lovelace Award en 2021[15], prix décerné par PRACE (Partnership for Advanced Computing in Europe) qui récompense une femme scientifique qui apporte une contribution exceptionnelle dans le domaine de la simulation numérique,
- Médaille de Bronze du CNRS en 2021[16].

L’équipe du projet METALWALLS, dont Dr Merlet fait partie, a aussi obtenu en 2021 le prix spécial Joseph Fourier récompensant l’excellence scientifique dans le domaine de l’Advanced Computing.

## Autres
Céline Merlet encadre des étudiants dans des missions de recherche et a enseigné ou enseigne au sein de différentes universités (université de Cambridge, École centrale Casablanca, université Toulouse III – Paul Sabatier) sur différents modules de cours allant de la chimie inorganique au stockage électrochimique de l’énergie et à ses disciplines de prédilection qui sont la dynamique moléculaire et la modélisation multi-échelles.
Elle est membre du bureau de la sous-division « modélisation et simulation » de la « division chimie physique » de la Société chimique de France depuis 2019.
Elle est également impliquée dans la promotion des femmes dans les sciences car elle est correspondante égalité CNRS du CIRIMAT depuis 2018 et fait partie de l’association Femmes & Sciences (fondée en 2000 et qui regroupe 400 hommes et femmes) avec laquelle elle participe à des activités de vulgarisation scientifique.